# Knock, Mayo
Knock (iriska: An Cnoc, men idag mer känt som Cnoc Mhuire) är ett litet samhälle i grevskapet Mayo i Republiken Irland. Knock är känt för att vara platsen där katolikerna tror att den 21 augusti 1879 var det datum då Jungfru Maria visade sig tillsammans med Josef från Nasaret och aposteln Johannes för allmänheten.
År 2002 hade Knock totalt 595 invånare i orten och 1 404 i det omkringliggande området.

### Fotnoter
1. ↑  ”Knock shrine: New York pilgrims take first flight to Irish Catholic site” (på engelska). BBC. 9 augusti 2015. http://www.bbc.com/news/world-europe-33823853. Läst 2 december 2015.